# Campionati del mondo di canottaggio 2004
I Campionati del mondo di canottaggio 2004 si sono disputati tra il 27 luglio e il 1º agosto a  Banyoles, in Spagna.
Trattandosi di un anno olimpico, le discipline presenti ad Atene 2004 non sono state disputate.

## Medagliere
| Posizione | Paese         | Oro | Argento | Bronzo | Totale |
| --------- | ------------- | --- | ------- | ------ | ------ |
| 1         | Italia        | 3   | 2       | 0      | 5      |
| 2         | Germania      | 2   | 0       | 1      | 3      |
| 3         | Francia       | 2   | 0       | 0      | 2      |
| 4         | Danimarca     | 1   | 0       | 1      | 2      |
| 5         | Cina          | 1   | 0       | 0      | 1      |
| 6         | Canada        | 0   | 3       | 1      | 4      |
| 7         | Gran Bretagna | 0   | 1       | 0      | 1      |
| 7         | Russia        | 0   | 1       | 0      | 1      |
| 7         | Svizzera      | 0   | 1       | 0      | 1      |
| 7         | Polonia       | 0   | 1       | 0      | 1      |
| 11        | Stati Uniti   | 0   | 0       | 2      | 2      |
| 12        | Finlandia     | 0   | 0       | 1      | 1      |
| 12        | Bielorussia   | 0   | 0       | 1      | 1      |
| 12        | Ucraina       | 0   | 0       | 1      | 1      |
| 12        | Australia     | 0   | 0       | 1      | 1      |
| Totale    | Totale        | 9   | 9       | 9      | 27     |

## Podi

### Maschili
| Evento | Oro                   | Perform. | Argento                  | Perform. | Bronzo                    | Perform. |
| M2+    | Italia                | 6:54.46  | Polonia                  | 6:55.63  | Danimarca                 | 6:56.12  |
| M4+    | Italia                | 6:11.53  | Canada                   | 6:11.55  | Stati Uniti               | 6:11.97  |
| LM1x   | Germania Peter Ording | 7:03.04  | Svizzera Stephan Steiner | 7:05.53  | Ucraina Oleksandr Serdiuk | 7:05.93  |
| LM4x   | Italia                | 5:58.38  | Canada                   | 5:58.57  | Germania                  | 6:01.43  |
| LM2-   | Danimarca             | 6:40.29  | Italia                   | 6:40.59  | Canada                    | 6:44.03  |
| LM8+   | Francia               | 5:42.49  | Italia                   | 5:43.88  | Australia                 | 5:46.64  |

### Femminili
| Evento | Oro                    | Perform. | Argento                  | Perform. | Bronzo                   | Perform. |
| W4-    | Francia                | 6:36.28  | Russia                   | 6:38:00  | Bielorussia              | 6:38:07  |
| LW1x   | Germania Nina Gaessler | 7:38.51  | Gran Bretagna Jo Hammond | 7:40.22  | Finlandia Minna Nieminen | 7:40.27  |
| LW4x   | Cina                   | 6:36.78  | Canada                   | 6:40.86  | Stati Uniti              | 6:42.56  |